# Tonsilla tubaria
De tonsilla tubaria is een keelamandel die zich bilateraal voor de opening van de buis van Eustachius bevindt, aan de laterale zijde van de nasofarynx. Hij ligt erg dicht bij de torus tubarius, waardoor deze amandel ook weleens de torus tubariusamandel wordt genoemd.
De tonsilla tubaria maakt deel uit van de ring van Waldeyer. Naast deze amandel bevat deze ring nog de keel-, neus- en tongamandelen.
- Terminologia Anatomica: A05.3.01.016